# Farman F.60 Goliath
Фарман F.60 Голиаф (фр. Farman F.60 Goliath), первоначальное наименование Фарман FF.60 (фр. Farman FF.60, FF сокращенно от Freres Farman — братья Фарман) — двухмоторный тяжелый бомбардировщик, спроектированный в 1918 году под руководством инженера Фише на заводах Фарман.

## История
В апреле 1918 года французские ВВС (Aeronautique Militaire) объявили конкурс среди трех французских авиастроительных фирм: Bleriot, Breguet и Farman на создания ночного тяжелого бомбардировщика. Технические условия выдвинутые военными — скорость не ниже 122 км/ч, продолжительность полета три часа, потолок 5800 м, дальность 750 км. Предполагалось, что с этими параметрами самолёт сможет наносить удары по Берлину и другим стратегическим целям в Германии.
Фирма «Фарман» спроектировала двухмоторный биплан с крыльями одинакового размера, размахом 28 м. Вначале самолёт получил название FF.60 (FF — сокращение от Freres Farman — братья Фарман), но затем он стал именоваться F.60, а за внушительные размеры самолёту присвоили звание «Голиаф» (Goliath). Летом 1918 года на заводе фирмы началась постройка трех прототипов. Первый прототип поднялся в воздух в начале октября 1918 года. В ноябре 1918 года самолёт был признан победителем конкурса.
После одобрения военными проекта фирма Фарман планировала получить на новую машину крупные заказы и наладить серийное производство в 1919 году. Но успели сделать только два прототипа, а в ноябре война закончилась и боевые действия прекратились. Французские военные интерес к самолёту потеряли и заказ был отозван. Военные согласились заказать недоделанные самолёты, если они будут модифицированы для перевозки командования армии и флота. Таким образом следовало переделать военный самолёт в гражданский. Два почти готовых прототипа были переделаны в гражданский вариант. Конструкторы фирмы оставили без изменений крылья, оперение и шасси, но подвергли полной переделке конструкцию носовой и средней частей фюзеляжа. Высота этих частей была увеличена, в средней части разместили пассажирский салон с восемью креслами по левому борту. По правому борту установили большую входную дверь. В удлиненной носовой части, на месте штурмана, обзорный салон на четыре пассажира. В носу и вдоль бортов были прорезаны окна, обеспечивающие хороший обзор. С самолёта удалили все военное оборудование и вооружение..
Созданный по изменённому проекту самолёт был показан публике в 1919 году. В дальнейшем фирма Фарман, владевшая своей авиакомпанией, использовала самолёт для перевозки пассажиров. С марта 1919 года была организована первая в мире коммерческая международная пассажирская авиалиния Париж — Брюссель. Средняя продолжительность полета составляла 2 часа 50 минут. Первые прототипы «Голиафа» использовались для демонстрации возможностей нового самолёта и установления рекордов высоты полета. В августе 1919 года был установлен мировой рекорд дальности полета — за 18 часов 23 минуты, без промежуточных посадок, самолёт преодолел расстояние 1872 км от Парижа до Касабланки.

## Конструкция
Farman F.60 Goliath — двухмоторный цельнодеревянный биплан классической схемы с неубираемым шасси.
Фюзеляж - цельнодеревянный прямоугольного сечения с закругленной верхней частью. Каркас фюзеляжа состоит из четырёх деревянных лонжеронов, расположенных по граням прямоугольника. Лонжероны соединены между собой стойками и попереречинами. Деревянный каркас усиливался проволочными перекрестными расчалками. Обшивка фюзеляжа — фанера. В хвостовой части фюзеляжа поверх обшивки крепились рейки усиления. В передней части фюзеляжа расположен обзорный пассажирский салон с четырьмя креслами по бортам с проходом посередине. Обзор в салоне обеспечивала непрерывная полоса окон, под окнами установлены регулируемые створки для вентиляции салона. Позади переднего салона площадка с лестницей на верхнюю часть фюзеляжа в открытую пилотскую кабину. В пилотской кабине два рабочих места — с левой стороны летчик, справа бортмеханик. От набегающего потока пилотов защищал ветровой козырек. За пилотской кабиной второй пассажирский салон на восемь пассажиров — по четыре кресла вдоль каждого борта с проходом посередине. По обоим бортам в салоне обзорные, открывающиеся окна. В задней части салона по правому борту входная дверь, а по левому борту туалет. Далее располагалось багажное отделение.
Крыло - бипланная коробка с крыльями, прямоугольными в плане формами, одинакового размаха и постоянной хордой. Верхнее и нижнее крылья аналогичной конструкции и состоят центроплана и двух отъёмных консолей. Центроплан верхнего крыла расположен над фюзеляжем и крепится к нему четырьмя усиленными стойками, соединенными между собой перекрестними расчалками в продольном и поперечном направлении. Центроплан нижнего крыла соединен с фюзеляжем. Силовой каркас крыльев состоит из двух деревянных коробчатых лонжеронов и набора деревянных ферменных нервюр. Передний и задний лонжероны связаны между собой перекрестными проволочными расчалками, которые натягивались в промежутках между нервюрами. По задней кромке нервюр была протянута проволока. Передняя кромка крыла обшита фанерой. Остальная обшивка полотно. Полотно пришивалось к нервюрам, а шов заклеивался полотняной лентой. Верхнее и нижнее крылья, с каждой стороны, соединены между собой тремя парами стоек. Ближние к фюзеляжу пара стоек крепились снизу к мотогондолам. Каждая пара стоек была усилена перекрестными расчалками. В пролетах между стойками, бипланная коробка усилена системой перекрестных расчалок.
На верхнем и нижнем крыльях установлены элероны. Элероны имели деревянный каркас и полотняную обшивку. Привод элеронов осуществлялся через качалки — на верхнем элероне сверху, на нижнем снизу. Элероны имели роговую компенсацию. Для синхронизации работы элеронов верхнего и нижнего крыла они были соединены расчалками.
Хвостовое оперение - однокилевое классической схемы. Киль с деревянным каркасом треугольной формы. Каркас киля усилен перекрестными расчалками. Обшивка полотняная. Руль направления с роговой аэродинамической компенсацией имел деревянный каркас, обшивка полотно. Стабилизатор крепился к верхней поверхности хвостовой части фюзеляжа. Каркас стабилизатора — деревянный лонжерон, передний профилированный брус и набор нервюр, усиленный перекрестными расчалками. Обшивка полотняная. Рули высоты имели подобную конструкцию.
Шасси - двухопорное неубираемое с хвостовым костылем. На каждой опоре по два спицованных колеса на общей оси. Колеса закрыты полотняными аэродинамическими обтекателями. Оси колес устанавливались на фермы, которые крепились к лонжеронам нижнего крыла. Амортизация резиновая пластинчатая. Хвостовой костыль деревянный с резиновой амортизацией.
Силовая установка - два поршневых девяти цилиндровых звездообразных двигателя жидкостного охлаждения Salmon CM-9 мощностью по 260 л. с. каждый. Двигатели устанавливались в мотогондолах, закрепленных над нижним крылом, и закрывались капотами. В гондолах располагались бензиновые и масляные баки. Над мотогондолами на стойках устанавливались двухсекционные радиаторы. Воздушные винты двухлопастные постоянного шага. На разные модификации «Голиафа» устанавливались двигатели других производителей..
Управление и оборудование - сдвоенное с рабочих мест обоих пилотов. Управление осуществлялось от штурвалов и педалей при помощи тросов и качалок. На приборной доске — компас, указатель скорости, высотомер и часы. Электросистема состояла из двух сетей напряжением 24В и 40В. Питание обеспечивалось двумя генераторами и тремя аккумуляторами на 24В и шестью на 40В.

## Серийное производство
В 1920 году конструкторы фирмы «Фарман» передали в производство документацию на серийный пассажирский вариант F-60. Параллельно прорабатывался вариант самолёта на поплавках. Многие французские авиакомпании разместили заказы на новый самолёт. Первые самолёты начали поступать заказчикам в 1921 году.
В первоначальном виде гражданский самолёт, переделанный из бомбардировщика, был не очень удобен для пассажиров. В пассажирском салоне оставались поперечные перекрестные расчалки, а из пилотской кабины, не отгороженной от салона, задувало. На серийных самолётах между салонами и кабиной экипажа установили перегородки.
Серийные самолёты отличались отделкой и компоновкой салона. В зависимости от требований заказчика устанавливались различные типы кресел, иногда перед креслами монтировали небольшие столики, наверху полки для багажа. Некоторые самолёты комплектовались электрическим освещением, вентиляцией и обогревом. Для линии Париж — Марсель самолёты выпускались в варианте со спальными местами.
В процессе производства появилось несколько модификаций «Голиафа».

#### Модификации
F.60 — первая пассажирская серия. Салон рассчитан на 12 пассажиров. Экипаж два человека (пилот и бортмеханик). Двигатели Salmson CM-9. Изготовлено более 60 экземпляров.
F.60 bis — Первоначально на самолёте были установлены три двигателя (третий в носовой части) Salmson 9Az. Это позволило увеличить полетный вес и скорость. Но из-за повышенного уровня вибрации эта схема не прижилась. Был изготовлен один экземпляр, который вернули к двухмотороной схеме с более мощными двигателями.
F.60M — установлены V-образные двигатели водяного охлаждения Renault 12 Fe мощностью по 300 л. с. каждый. Радиаторы были смонтированы на стойках над двигателями. В 1922 году было изготовлено два экземпляра.
F.61 — изготовлено два самолёта аналогов F.60M. В 1927 году один самолёт переоборудовали под двигатели Lorraine-Dietrich 12E мощностью по 450 л.с, и установили на поплавки. Запас топлива увеличили. Самолёт планировали использовать для перелета через Южную Атлантику. Но во время перелета самолёт пропал.
F.62 - вариант с двигателями Lorraine-Ditrich 12db мощностью по 400 л. с. В 1924 году было построено три самолёта — один переоборудовали в санитарный с местами для 12 носилок, врача и санитара; второй переоборудовали в бомбардировщик; третий продали в Чехословакию.
F.63 - модификация со звездообразными двигателями Gnome-Rhone 9A Jupiter мощностью по 380 л. с. В апреле 1926 года модификация получила сертификат летной годности. В дальнейшем этот вариант стал основным для пассажирских модификаций «Голиафа» и под эту мотоустановку дорабатывали, ранее выпущенные и уже побывавшие в эксплуатации самолёты.
F.63 bis - отличался от F.60 усиленной конструкцией планера увеличенными колесами под шины большего диаметра и отсутствием обзорного салона. Пилотская кабина была закрытой. В 1928 году построили один экземпляр с двигателями Armstrong- Siddeley Jaguar IIIA мощностью по 365 л. с. Изначально самолёт был заказан для румынского принца, но выкуплен не был. Позднее самолёт был переоборудован в санитарный вариант.
F.63 ter - учебный вариант с упрощенным интерьером салона и полноценным двойным управлением для обучаемого и инструктора. Было построено четыре экземпляра.
F.161 - с 1928 года выпускался вариант «Голиафа» с усиленной конструкцией планера и двигателями Gnome-Rhone 9Akx Jupiter мощностью по 480 л. с. Двигатели были снабжены редукторами повышенной эффективности.
F.162 - развитие F.161 с дальнейшем усилением силового набора фюзеляжа. Построен один экземпляр.
F.169 — в 1929 году была выпущена последняя модификация пассажирского «Голиафа» с новым шасси и одинарными колесами большего размера.

#### Лицензионное производство
В 1925 году Чехословакия купила лицензию на производство пассажирских «Голиафов». Компании Avia и Letov получили заказы на четыре самолёта каждая. Семь самолётов комплектовались двигателями Lorraine-Ditrich 12 cc мощностью по 450 л. с. каждый, выпускавшиеся по лицензии на чехословацком предприятии Laurin & Klement (Skoda) и соответствовали модификации F.62. Один самолёт соответствовал версии F.63 и комплектовался двигателем Jupiter IV мощностью по 420 л. с. производства чешского завода Walter. Самолёты выпускались на чехословацких предприятиях в 1927—1929 годах.

#### Производство бомбардировщиков и торпедоносцев
В 1921 году у французских ВВС вновь возник интерес к военному варианту F.60. Самолёт должен был быть использован как ночной бомбардировщик. Конструкторы фирмы «Фарман» разработали ряд военных модификаций:
В 1922 году для французские ВВС заказали ночные бомбардировщики F.60BN2, F.62BN4, F.63BN2, F.64BN2 отличие от пассажирских «Голиафов» состояло в том, что уменьшилась площадь остекления, в носовой части фюзеляжа снизу для штурмана установили выступ, на котором монтировалась турель с пулеметом. Вооружение состояло из трех пулеметов калибра 7,689 мм. Два пулемета были установлены на открытых турелях в носовой части и за крылом, а третий, снизу в люке, оборонял нижнюю заднюю полусферы. Экипаж состоял из трех человек — пилот, штурман и бортмеханик. Штурман и бортмеханик являлись также воздушными стрелками.
Французские ВМФ заказали бомбардировщики и торпедоносцы предполагая использовать самолёты против кораблей. Модификации. получили обозначение F.60TORP, F.60TOR3, F.65TOR3, F.66TOR3, F.165TOR4, F.167TOR4, F.168TOR4, F.166COLE4. На самолётах предусматривалось сменное колесное и поплавковое шасси и комплектовали торпедной подвеской.
Общее количество военных самолётов различных модификаций было выпущено около 400 экземпляров.

## Эксплуатация

###### Гражданские самолёты
Во Франции четыре авиакомпании имели в своем составе по полтора-два десятка авиалайнеров F.60. С 1920 года «Голиафы» эксплуатировались на внутренних французских линиях и связывали Париж с Лондоном, Брюсселем, Амстердамом и Берлином. Во Франции гражданские «Голиафы» эксплуатировались до 1933 года. За время эксплуатации в авиакатастрофах было потеряно десять самолётов различных модификаций.
Четыре самолёта эксплуатировались бельгийской авиакомпанией. Коммерческие рейсы выполнялись из Брюсселя в Лондон, Париж и Амстердам.
В Чехословакии авиакомпания CSA с 1928 года эксплуатировала семь «Голиафов». Один самолёт был французской сборки, а шесть изготовлено по лицензии на чешских заводах. Самолёты работали на внутренних линиях.
Два «Голиафа» были заказаны кубинской авиакомпанией. В июле 1920 года самолёты совершил первый полет на Кубе. С ноября 1921 года официально был открыт маршрут Гавана — Сантьяго-де Куба. Первоначально самолёты обслуживались специалистами и летчиками из Франции. К середине 1921 года самолёты авиакомпании совершили около тысячи рейсов, пролетев 6000 км без аварий. После этого наземным обслуживанием и эксплуатацией самолётов стали заниматься местные специалисты и пилоты.

###### Военные самолёты
В начале 1923 года французские ВВС поступили первые бомбардировщики F.60BN2, которые в 1927 году были заменены на F.63 BN4. Но на этих самолётах обнаружились многочисленные дефекты и они прослужил недолго. С 1930 года началось их планомерное списание.
В морской авиации Франции гидроплан F.60TORP был принят на вооружение в 1921 году. С 1925 года на вооружение стали поступать F.65 и F.65bis, которые эксплуатировались на поплавках и колесах в качестве дальних разведчиков, бомбардировщиков и торпедоносцев. «Голиафы» ВМФ Франции участвовали в боевых действиях в Марокко, где они вели разведку и бомбили территорию противника. К концу 1929 года старые модификации торпедоносцев F.60 стали списываться и заменяться на F.168. К концу 1929 года в строю остались только F.168. В вооруженных силах Франции «Голиафы» эксплуатировались до 1938 года.
Четыре «Голиафа» в 1923 году приобрела Испания. Эти бомбардировщики применялись в боевых действиях против мятежных племен в Марокко.
В составе ВВС Чехословакии находилось шесть экземпляров «Голиафа». Самолёты эксплуатировались до 1933 года. Они использовались как транспортные для перевозки различных грузов, а также перевозили солдат и офицеров. Самолёты использовали для подготовки штурманов и обучения прыжкам с парашютом.
Польша приобрела 32 бомбардировщика. В строевые части планировалось передать 24 самолёта, а оставшиеся восемь самолётов отправить в резерв и использовать как учебные. Несколько самолётов были доработаны для экспериментов с распылением отравляющих веществ. Польские «Голиафы» эксплуатировались до 1931 года, к этому моменту большая часть оставшихся бомбардировщиков была разобрана и хранилась на консервации. Последние польские F.68BN4 использовались как учебные до 1933 года.
Первый бомбардировщик F.60BN2 Япония приобрела в 1921 году, самолёт получил обозначение Тей 2/1. В 1924—1925 гг Япония приобрела три F.62, которые эксплуатировались под маркой Тей 2/2. Все японские «Голиафы» использовались только для экспериментальных и учебных целей до середины 1928 года.

## «Голиафы» в СССР
В начале 1920-х годов фирма Фарман продала самолёты F.62 (модифицированные F.60) Советской России, где их стали называть бомбардировщиками Фарман «Голиаф» (ФГ-62). Самолёт привлек внимание ВВС РККА низкой ценой, простотой ремонта и доступностью материалов. Наркоматом внешней торговли было заказано четыре самолёта. Учитывая качество российских аэродромов советские заказчики потребовали оснастить самолёт усиленными колесами. Наркомат оборонной промышленности ставил вопрос о копировании «Голиафа» и запуске его в серийное производство без лицензии, но в итоге решили строить свой бомбардировщик-биплан по типу ФГ-62, но под более мощные двигатели.
При отправке самолётов из Франции в СССР были повреждены ящики с упакованными частями планеров и от сырости фанера на фюзеляже вспучилась. Кроме того «Голиафы» прибыли без чертежей и описаний. Первый самолёт был собран в ноябре 1925 года. Проведенные испытания показали, что большинство из обещанных технических параметров не соответствуют заданию. Французские бомбардировщики оказались не приспособлены к зимней эксплуатации. С трудом в мороз запускались моторы, после полета трудно было слить масло и воду. При температуре ниже 10 градусов, на бомбардировщиках шелушилась и облезала краска. В эксплуатации ФГ-62 показали очень низкую надежность. После неудачных испытаний самолёты в Красной армии стали использовать как транспортные и учебные. 26 июля 1930 года состоялся первый в истории СССР учебно-тренировочный прыжок с парашютом. Осуществил его Л. Г. Минов с самолёта ФГ-62. Этот день считается днём рождения советского парашютного спорта. 2 августа 1930 года в двух километрах от Воронежа был сброшен первый советский военно-воздушный десант, состоявший из двенадцати человек.

## Операторы

### Гражданские
Франция
- Air Union.[2]
- Compagnie Aérienne Française (CAF).[2]
- Compagnie des Grands Express Aériens (CGEA).[2]
- Compagnie des Messageries Aériennes (CMA).[2]
- Enterprise de la Photo-Aérienne.[2]
- Société Générale des Transports Aériens, SGTA.[2]

 Бельгия
- Sociéte Anonyme Belge pour l’Exploitation de la Navigation Aérienne (SABENA).[2]
- Société Colombophile de Transport Aériens (SOCTA).[2]
- Syndicat National pour l'Etude des Transports Aérienne (SNETA).[2]

- Československé státní aerolinie (ČSA).[2]
- Československá letecká společnost (ČLS)

 Румыния
- Liniile Aeriene Române Exploatate de Stat (LARES).[2]

 Колумбия
- Compañía Colombiana de Navegación Aérea (CCNA)

### Военные
Франция
- ВВС Франции
- Военно-морские силы Франции
  - Commission d’Etudes Pratiques d’Aéronautique (CEPA).[2]
  - Escadrille 2R1.[2]
  - Escadrille 5B2.[2]

 Бельгия
- ВВС Бельгии

 Испания
- ВВС Испании, использовались в Марокко.[3]

 Италия
- куплен 1 для испытаний

- ВВС Чехословакии

 Польша
- Polish Air Force
  - 211 Eskadra.[2]
  - 212 Eskadra.[2]

 СССР
- ВВС СССР

 Перу
- ВВС Перу
- Авиация ВМС Перу

 Япония
- куплен 1 для испытаний

## Аварии и катастрофы
26 августа 1921 годаFarman F.60 Goliath (O-BLAN) компании SNETA, во время выполнения рейса Брюссель — Кройдон, упал в Ла-Манш. Самолёт был позже поднят и восстановлен в модификации F.61.: 7 апреля 1922 года произошла первая в мире международная воздушная катастрофа  с участием двух гражданских самолётов. В воздухе произошло столкновение двух самолётов с пассажирами на борту. Французский Farman F,60 Goliath столкнулся с одномоторным британским de Havilland DH.18A. На борту британского самолёта находилось два человека. На борту французского самолёта находились два пилота и четыре пассажира. В условиях плохой видимости, поддерживая визуальный контакт с ориентирами на земле, пилоты не успели вовремя совершить манёвр и уклониться от столкновения. Все семеро находившихся на двух самолётах людей погибли.